# Emma Tremblay
Emma Tremblay (Vancouver; 21 de abril de 2004) es una actriz canadiense. Tremblay es conocida por sus papeles en la serie de televisión Supergirl y Wayward Pines, y en las películas Elysium, The Giver y El juez. Es la hermana mayor del también actor Jacob Tremblay.

## Filmografía
| Año  | Título                                                   | Personaje                  | Notas        |
| ---- | -------------------------------------------------------- | -------------------------- | ------------ |
| 2013 | Elysium                                                  | Matilda                    |              |
| 2014 | The Giver                                                | Lilly                      |              |
| 2014 | El juez                                                  | Lauren Palmer              |              |
| 2015 | Twilight Storytellers: The Mary Alice Brandon File       | Mary Alice Brandon (Joven) | Cortometraje |
| 2017 | Juliana & the Medicine Fish                              | Juliana Reid               |              |
| 2017 | Wonder                                                   | Michelle                   |              |
| 2018 | Night Hunter                                             | Faye                       |              |
| 2023 | Aliens Abducted My Parents and Now I Feel Kinda Left Out | Itsy                       |              |

### Televisión
| Año       | Título                   | Personaje    | Notas                       |
| --------- | ------------------------ | ------------ | --------------------------- |
| 2013      | Let It Show              | Amanda       | Telefilmes                  |
| 2014      | Santa's Little Ferrets   | Elsa Collins | Telefilmes                  |
| 2015      | The Whispers             | Tania        | Episodio: «Hide & Seek»     |
| 2016      | Wayward Pines            | Lucy         | 7 episodios                 |
| 2017      | Lourdermilk              | Lizzy        | Episodio: «Invitation Only» |
| 2017      | Psych: The Movie         | Iris Vick    | Telefilme                   |
| 2017-2018 | Supergirl                | Ruby Arias   | 15 episodios                |
| 2022      | Caught in his Web        | Gabby        | Telefilme                   |
| 2022      | El club de la medianoche | Athena       | Episodio: «See You Later»   |